# Себастьян Бланко
Себастья́н Марсе́ло Бла́нко (ісп. Sebastián Marcelo Blanco; нар. 15 березня 1988, Ломас-де-Самора, Аргентина) — аргентинський футболіст, півзахисник клубу «Портленд Тімберз».

## Кар'єра

### Клубна
Себастьян Бланко дебютував за «Ланус» 12 листопада 2006 року, вийшовши на заміну на 89-й хвилині матчу 15-го туру Апертури «Колон» — «Ланус». Перший м'яч за «Ланус» забив у ворота «Расинга», сталося це в матчі 5-го туру Клаусури. Апертура-2007 стала найуспішнішим сезоном «Лануса», за час перебування в ньому Бланко. З відривом у 4 очки клуб став чемпіоном, проте Себастьян взяв участь лише в 9 матчах, в яких забив 2 голи.
8 січня 2011 року Себастьян Бланко підписав п'ятирічний контракт з «Металістом» і вибрав собі 23 номер.
В серпні 2014 року перейшов до клубу «Вест Бромвич» за 2 млн євро. В Англії не закріпився і в січні 2015 був відданий в оренду до «Сан Лоренцо» на півроку.

### У збірній
Себастьян зіграв два матчі за збірну Аргентини, правда, обидва вони були товариськими. У матчі з Панамою він вийшов на заміну після першого тайму. А в матчі з Гаїті він відзначився забитим голом.

## Досягнення
- Чемпіон Аргентини (1): 2007 (Апертура)
- Володар Суперкубка Аргентини (1): 2015

## Статистика
| Клуб              | Сезон             | Ліга | Ліга | Кубки Південної Америки, Єврокубки | Кубки Південної Америки, Єврокубки | Всього | Всього |
| Клуб              | Сезон             | Ігри | Голи | Ігри                               | Голи                               | Ігри   | Голи   |
| ----------------- | ----------------- | ---- | ---- | ---------------------------------- | ---------------------------------- | ------ | ------ |
| Металіст          | 2006/07           | 6    | 1    | 0                                  | 0                                  | 6      | 1      |
| Металіст          | 2007/08           | 24   | 3    | 10                                 | 1                                  | 34     | 4      |
| Металіст          | 2008/09           | 35   | 5    | 5                                  | 0                                  | 40     | 5      |
| Металіст          | 2009/10           | 34   | 7    | 10                                 | 1                                  | 44     | 8      |
| Металіст          | 2010/11           | 14   | 1    | 0                                  | 0                                  | 14     | 1      |
| Металіст          | Разом             | 113  | 17   | 25                                 | 2                                  | 138    | 19     |
| Ланус             | 2010/11           | 0    | 0    | 2                                  | 0                                  | 2      | 0      |
| Ланус             | 2011/12           | 2    | 0    | 0                                  | 0                                  | 2      | 0      |
| Ланус             | Разом             | 2    | 0    | 2                                  | 0                                  | 4      | 0      |
| Всього за кар'єру | Всього за кар'єру | 115  | 17   | 27                                 | 2                                  | 142    | 19     |